# Silk Road
Silk Road (letteralmente Via della seta, da cui trae ispirazione) era un sito di commercio elettronico che funzionava attraverso i servizi nascosti del software di anonimato Tor. Solo attraverso Tor, infatti, era possibile accedere al sito. Vari prodotti venduti su Silk Road sono classificati come prodotti di contrabbando dalla maggioranza delle giurisdizioni mondiali. Silk Road è stato definito come "l'Amazon delle droghe".
Il 3 ottobre 2013 Silk Road fu chiuso dall'FBI. Ai primi di novembre ne fu annunciata la riapertura da parte dello pseudonimo Dread Pirate Roberts, nonostante l'FBI avesse arrestato la persona che secondo loro si celava dietro a quel nome. Il 6 novembre 2014 Silk Road fu chiuso definitivamente dall'FBI.
Il 30 maggio 2015 Ross Ulbricht, il creatore di Silk Road sotto lo pseudonimo di Dread Pirate Roberts, è stato condannato in primo grado all'ergastolo per i reati di associazione per delinquere, frode informatica, distribuzione di false identità, riciclaggio di denaro, traffico di droga, traffico di droga su internet e cospirazione per trafficare droga. Ulbricht era stato arrestato grazie ad agenti FBI sotto copertura infiltrati nella sua piattaforma.

## Descrizione

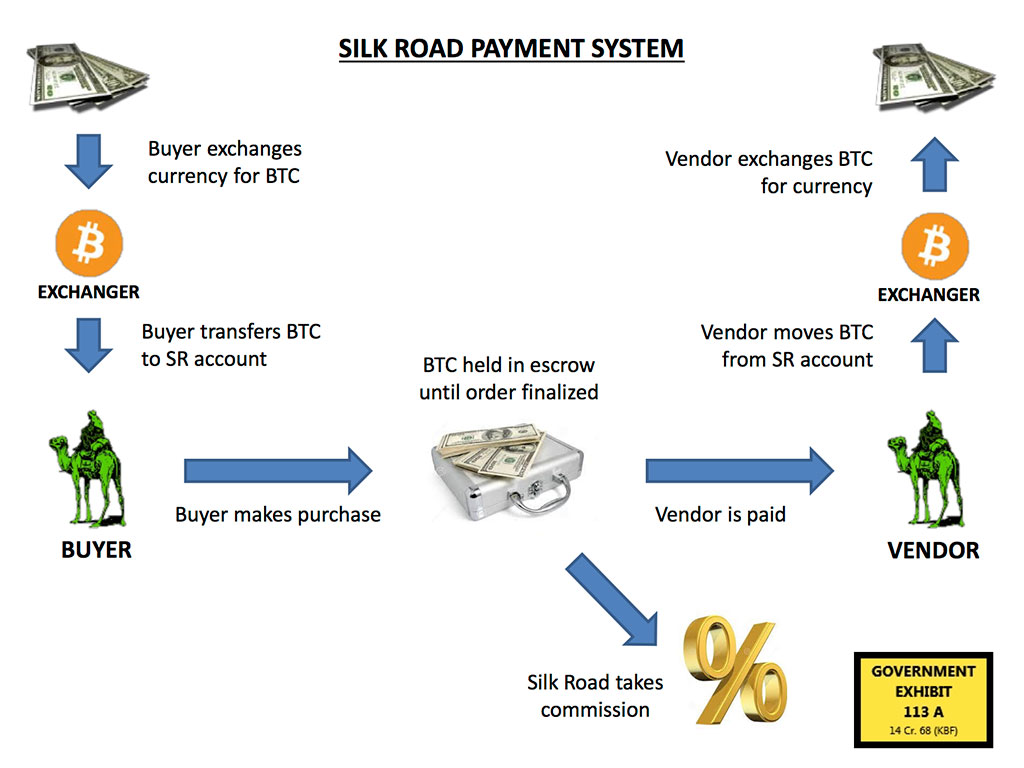
Un diagramma di flusso in inglese che rappresenta il sistema di pagamento utilizzato su Silk Road.

Acquirenti e venditori conducono tutte le transazioni con i Bitcoin, una moneta elettronica che permette lo pseudonimato. Per far fronte alle possibili fluttuazioni del tasso di cambio del bitcoin, che possono essere notevoli anche su brevi periodi, i prezzi praticati su Silk Road sono vincolati al dollaro statunitense, in modo da prevenire inflazione o deflazione troppo drastiche. Gli utenti non interessati a vendere possono iscriversi a Silk Road gratuitamente; tale strategia è volta a ridurre la possibilità, per utenti non autorizzati, di distribuire merce contaminata.
A partire dal lancio, avvenuto nel febbraio 2011, dopo tre mesi di sviluppo, si delineò chiaramente il genere di business con il quale Silk Road voleva affermarsi: droghe, pornografia, prodotti contraffatti, documenti falsi e, a partire dal marzo 2012, anche armi. Tuttavia, gli amministratori del sito hanno vietato la vendita di beni o servizi destinati a danneggiare gli altri. I venditori operano maggiormente negli Stati Uniti e in Gran Bretagna offrendo prevalentemente prodotti quali MDMA, eroina, LSD e cannabis. Un gestore del sito ha affermato che «oltre il 99% di tutte le transazioni, effettuate all'interno del sistema con acconto di garanzia, è stato completato con soddisfazione di compratore e venditore, o comunque alla fine un accordo è stato raggiunto.»

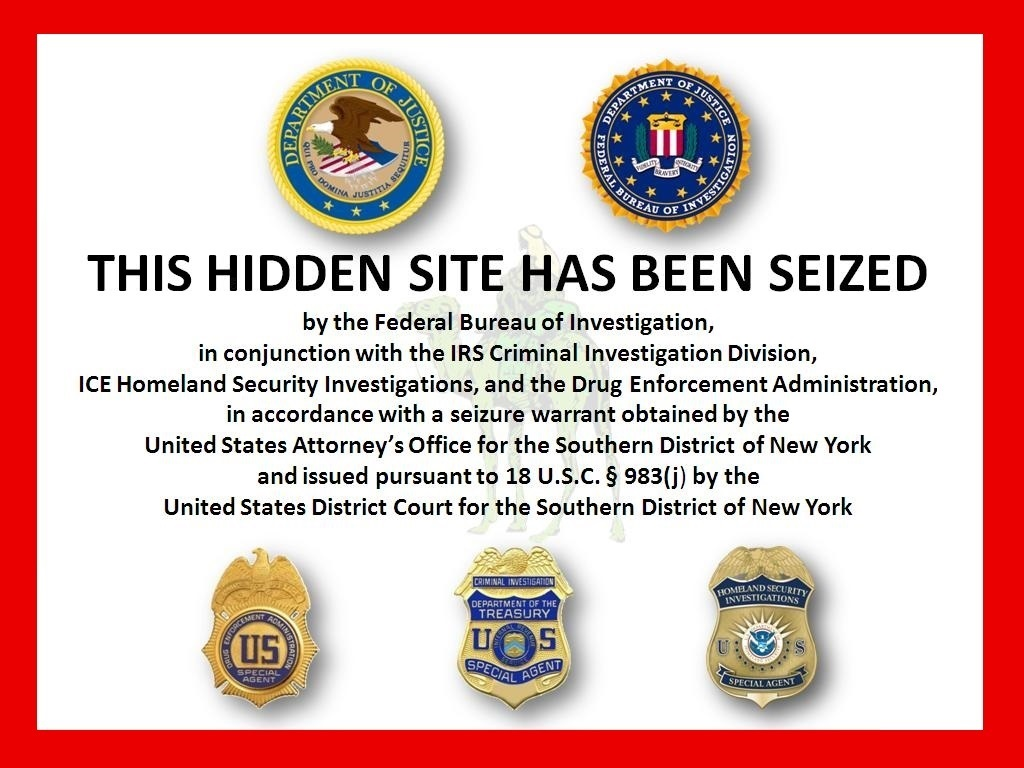
L'avviso posto dall'FBI sulla pagina principale di Silk Road, dopo la chiusura nel 2013.

Il 2 ottobre 2013 l'FBI ha arrestato il proprietario Ross Ulbricht in California. Il sito è stato messo offline. L'FBI ha anche sequestrato 3,6 milioni di dollari in Bitcoin. Il tribunale federale di New York, che lo scorso febbraio aveva ritenuto il trentunenne originario del Texas colpevole di tutti i sette capi di accusa a suo carico: tra questi traffico di droga su internet, cospirazione al fine di trafficare droga, riciclaggio di denaro, lo ha condannato all'ergastolo il 30 maggio 2015.
Il 31 maggio 2017 Ross Ulbricht ha perso l'appello alla sentenza di primo grado, in cui la Corte d'Appello americana ha confermato il suo ergastolo, giudicando valido il modus operandi mediante il quale l'accusa è entrata in possesso di alcuni documenti probatori. Secondo i legali texani del trentatreenne infatti il giudice di primo grado ha violato in parte il quarto emendamento della Costituzione degli Stati Uniti d'America.

## Notorietà
In seguito a un articolo apparso sul blog Gawker, i senatori statunitensi Charles Schumer e Joe Manchin hanno inviato una lettera al Procuratore generale Eric Holder e all'Amministratore della DEA Michele Leonhart per chiedere la chiusura di Silk Road. In una conferenza stampa Schumer ha descritto il sito come segue:
Successivamente, gli amministratori di Silk Road hanno pubblicato sul loro forum questa risposta:
Dopo questi eventi, il traffico sul sito è cresciuto enormemente e il bitcoin ha subito un corrispondente aumento di valore.
Il sito è stato anche usato — durante la discussione legislativa dello Stop Online Piracy Act del 2011 — come un esempio dell'evoluzione di alcuni siti web a rete distribuita, e di sistemi informatici che, per la loro struttura, non sono bloccabili filtrando il nome del dominio, come proposto con il SOPA.

## Nei media
La vicenda viene narrata nel film del 2021 Silk Road.